# شاکن آیمانوف
شاکن آیمانوف (قزاقی: Шәкен Кенжетайұлы Айманов؛ ۱۵ فوریهٔ ۱۹۱۴ – ۲۳ دسامبر ۱۹۷۰) هنرپیشه و کارگردان فیلم اهل اتحاد جماهیر شوروی سوسیالیستی بود.
وی همچنین برندهٔ جوایزی همچون نشان لنین و جایزه هنرمند مردمی اتحاد جماهیر شوروی شده‌است.